# Пузей, Николай Михайлович
Николай Михайлович Пузей (27 октября 1915, Верхняя Салда, Верхотурский уезд, Пермская губерния, Российская империя — 17 апреля 2000, Екатеринбург, Россия) — советский и российский композитор, заслуженный деятель искусств РСФСР (1977).

## Биография
Родился в рабочей семье. С 15 лет работал слесарем на местном металлургическом заводе.
С 1933 г. учился в Пермском музыкальном техникуме, затем в Свердловском музыкальном училище. В 1939 году поступил в Уральскую государственную консерваторию, но не доучился.
В 1941 году отправился на фронт. Капитан. Награждён орденами Орден Отечественной войны I степени (07.11.1944), Отечественной войны II степени (14.08.1944, 06.11.1985), Красной Звезды (31.05.1945), медалью «За боевые заслуги» (16.09.1943).
Вернувшись по окончании войны на родину, вновь пошёл учиться в Уральскую консерваторию, которую окончил в 1948 году по классу композиции О. К. Эйгеса, в 1954 окончил аспирантуру (рук. И. В. Способин и В. Н. Трамбицкий).
В 1946—1950 — преподаватель Музыкальной школы при Уральской консерватории, с 1950 года преподавал в Уральской консерватории.
Пузей, прежде всего, известен как автор оперной, симфонической и вокально-инструментальной музыки.
Награжден орденом Трудового Красного Знамени, знаком «Почетный деятель СК РФ».
Скончался 17 апреля 2000 года в Екатеринбурге. Похоронен на Широкореченском кладбище.

## Основные произведения
- «Легенда-быль» (симфония, 1962)
- «Мемориал» (вокально-симфоническая поэма, 1970)
- «Героика» (симфоническая поэма, 1974)
- «Атлантида» (опера, 1994)
- «Город» (симфоническая картина, 1999)